# Ciccio Barbi
Ciccio Barbi, all'anagrafe Alfio Francesco Barbi (Trofarello, 19 gennaio 1920 – Roma, 26 novembre 1992), è stato un attore italiano, attivo fino alla seconda metà degli anni settanta.

## Biografia
Caratterista di buon livello, cominciò la sua carriera nel teatro d'avanspettacolo e nella rivista, dove lavorò con Macario e Totò, passando al cinema italiano dopo la metà degli anni quaranta, esordendo ne L'onorevole Angelina (1947) di Luigi Zampa.
Dopo aver preso parte a una sessantina di pellicole tra il 1951 e il 1962 (fra le quali, tutte dirette da Steno, Mio figlio Nerone, Un americano a Roma e I tartassati, e anche Finalmente libero di Mario Amendola e Ruggero Maccari, e Porta un bacione a Firenze, del 1955, diretta da Camillo Mastrocinque), passò alla televisione all'inizio degli anni sessanta, apparendo frequentemente in episodi dello storico Carosello. Nel 1968 comparve nello sceneggiato La freccia nera, diretto da Anton Giulio Majano e nel film di Franco Brusati Tenderly, in ruoli minori. Interpretò il suo ultimo film sul grande schermo nel 1977.

## Filmografia

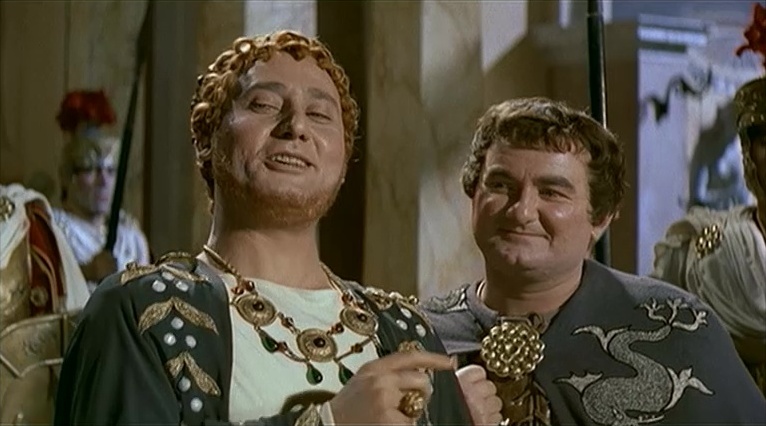
Alberto Sordi e Ciccio Barbi in Mio figlio Nerone (1956)

- L'onorevole Angelina, regia di Luigi Zampa (1947)
- Auguri e figli maschi!, regia di Giorgio Simonelli (1951)
- Il padrone del vapore, regia di Mario Mattoli (1951)
- È arrivato l'accordatore, regia di Duilio Coletti (1952)
- Finalmente libero, regia di Mario Amendola e Ruggero Maccari (1953)
- La campana di San Giusto, regia di Mario Amendola e Ruggero Maccari (1954)
- Il seduttore, regia di Franco Rossi (1954)
- Cuore di mamma, regia di Luigi Capuano (1954)
- Un americano a Roma, regia di Steno (1954)
- Ballata tragica, regia di Luigi Capuano (1954)
- La bella di Roma, regia di Luigi Comencini (1955)
- Un eroe dei nostri tempi, regia di Mario Monicelli (1955)
- Bravissimo, regia di Luigi Filippo D'Amico (1955)
- Accadde al penitenziario, regia di Giorgio Bianchi (1955)
- Racconti romani, regia di Gianni Franciolini (1955)
- Torna piccina mia!, regia di Carlo Campogalliani (1955)
- Guardia, guardia scelta, brigadiere e maresciallo, regia di Mauro Bolognini (1956)
- Mio figlio Nerone, regia di Steno (1956)
- Papà Pacifico, regia di Guido Brignone (1956)
- Tempo di villeggiatura, regia di Antonio Racioppi (1956)
- Porta un bacione a Firenze, regia di Camillo Mastrocinque (1956)
- Peccato di castità, regia di Gianni Franciolini (1956)
- Ricordati di Napoli, regia di Pino Mercanti (1957)
- Parola di ladro, regia di Gianni Puccini e Nanni Loy (1957)
- Le notti di Cabiria, regia di Federico Fellini (1957)
- La ragazza del Palio, regia di Luigi Zampa (1957)
- Amore e chiacchiere, regia di Alessandro Blasetti (1958)
- Quando gli angeli piangono, regia di Marino Girolami (1958)
- Il marito, regia di Gianni Puccini e Nanni Loy (1958)
- Domenica è sempre domenica, regia di Camillo Mastrocinque (1958)
- Rascel Marine, regia di Guido Leoni (1958)
- La nipote Sabella, regia di Giorgio Bianchi (1958)
- Il segreto delle rose, regia di Albino Principe (1958)
- L'amore nasce a Roma, regia di Mario Amendola (1958)
- I tartassati, regia di Steno (1959)
- Fantasmi e ladri, regia di Giorgio Simonelli (1959)
- Arriva la banda, regia di Tanio Boccia (1959)
- La cento chilometri, regia di Giulio Petroni (1959)
- Il mondo dei miracoli, regia di Luigi Capuano (1959)
- Il moralista, regia di Giorgio Bianchi (1959)
- Un canto nel deserto, regia di Marino Girolami (1959)
- Roulotte e roulette, regia di Turi Vasile (1959)
- Simpatico mascalzone, regia di Mario Amendola (1959)
- Audace colpo dei soliti ignoti, regia di Nanni Loy (1959)
- Juke box - Urli d'amore, regia di Mauro Morassi (1960)
- Ferragosto in bikini, regia di Marino Girolami (1960)
- Tutti a casa, regia di Luigi Comencini (1960)
- Mariti in pericolo, regia di Mauro Morassi (1960)
- Le signore, regia di Turi Vasile (1960)
- Gli scontenti, regia di Giuseppe Lipartiti (1960)
- I magnifici tre, regia di Giorgio Simonelli (1961)
- Scandali al mare, regia di Marino Girolami (1961)
- I soliti rapinatori a Milano, regia di Giulio Petroni (1961)
- La ragazza con la valigia, regia di Valerio Zurlini (1961)
- 5 marines per 100 ragazze, regia di Mario Mattoli (1961)
- Le magnifiche 7, regia di Marino Girolami (1961)
- Gli attendenti, regia di Giorgio Bianchi (1961)
- Il mio amico Benito, regia di Giorgio Bianchi (1962)
- Carmen di Trastevere, regia di Carmine Gallone (1962)
- Peccati d'estate, regia di Giorgio Bianchi (1962)
- Vino, whisky e acqua salata, regia di Mario Amendola (1962)
- Maciste il gladiatore più forte del mondo, regia di Michele Lupo (1962)
- Tenderly, regia di Franco Brusati (1968)
- Orazi e Curiazi 3 - 2, regia di Giorgio Mariuzzo (1977)

## Televisione
Partecipò alla rubrica pubblicitaria televisiva Carosello, pubblicizzando:
- nel 1958, insieme al Quartetto Cetra, la brillantina Tricofilina della Sappa;
- negli anni dal 1959 al 1965, con altri numerosi attori, il Cotonificio Vallesusa;
- nel 1961, insieme a Corrado Mantoni, la carne in scatola Manzotin, e da solo i colori Tintal della Max Mayer;
- dal 1964 al 1967, insieme a Gino Bramieri, il Moplen della Montesud Petrolchimica;
- dal 1965 al 1974, con gli altri attori Harthur Hansel, Mauro Di Francesco e Wilma Casagrande, l'Acqua Minerale Fiuggi;
- nel 1965 e 1966, insieme a Gino Bramieri ed Ettore Conti, la biancheria Movil della Montecatini-Edison;
- dal 1964 al 1966 con Alberto Lupo, Enzo Jannacci, Lino Toffolo e Marilù Tolo l'Amaro Isolabella;
- dal 1966 al 1968, con Nino Manfredi, Ugo Bologna ed Elio Crovetto, la lana vergine (Segretariato internazionale della Lana);
- nel 1968, insieme a Tino Buazzelli ed Elio Crovetto, l'Aperol Barbieri; da solo la birra Prinz Bräu;
- negli anni 1968, 1969 e 1970, insieme a Nino Besozzi e Nino Dal Fabbro, il dentifricio Chlorodont;
- nel 1969 i biscotti Pavesini; la lana vergine (Segretariato internazionale della Lana) con Enrico Maria Salerno;
- negli anni 1971, 1972 e 1974 insieme a Renato Paracchi e Dino Sarti, la compressa digestiva Alka-Seltzer.

## Doppiatori
- Carlo Romano in Porta un bacione a Firenze, L'amore nasce a Roma
- Bruno Persa in Tempo di villeggiatura, I tartassati
- Giorgio Capecchi in Auguri e figli maschi
- Mario Besesti in Finalmente libero
- Paolo Ferrara in Bravissimo
- Leonardo Severini in Racconti romani
- Vinicio Sofia in Torna piccina mia!
- Luigi Pavese in Mio figlio Nerone
- Renato Turi in Parola di ladro
- Manlio Busoni in Ferragosto in bikini